# Frederic Louis Norden
Frederic Louis Norden (Glückstadt, 1708. október 22. – Párizs, 1742. szeptember 22.) - dán haditengerészeti kapitány, térképész, régészeti kutató.

## Életpályája
A holsteini Glückstadtban született, 1708. október 22-én. 1722-ben lépett be a koppenhágai Dán Királyi Tengerészeti Akadémiára. 1732-ben külföldi tanulmányi misszióba küldték. Norden 1737–1738-ban Egyiptomon keresztül egészen Szudánig hajózott. VI. Keresztély dán király kérésére Dánia nevében kereskedelmi megállapodást kellett kötnie Etiópiával. Norden útja során rengeteg feljegyzést, megfigyelést és rajzot készített mindenről, ami körülvette, beleértve az embereket, a fáraók emlékműveitt, az építészetet, az installációkat és a térképeket is.
1741. január 8-án a Royal Society of London tagja lett (Frederic Lewis Norden néven). A következő évben, halt meg Párizsban, tuberkulózisban. Norden elkészítette utazási jegyzeteinek kiadását, amelyek mindegyike meg is jelent a posztumusz Voyage d'Egypte et de Nubie (Koppenhága, 1755) című kiadványban. A nürnbergi Carl Marcus Tuscher (1705–1751) a rajzokról rézkarcokat készített a kiadvány számára. 1757-ben angol, 1779-ben német, 1795-ben francia kiadása jelent meg.

## Művek
- Rajzok néhány romról és kolosszális szoborról az egyiptomi Thébában, 1741
- Rajz a Voyage d'Egypte et de Nubie-ból
- Voyage d'Egypte et de Nubie (1795) Párizs: Pierre Didot l'aine
- Voyage d'Egypte et de Nubie
- (1795) Párizs: Pierre Didot l'aine

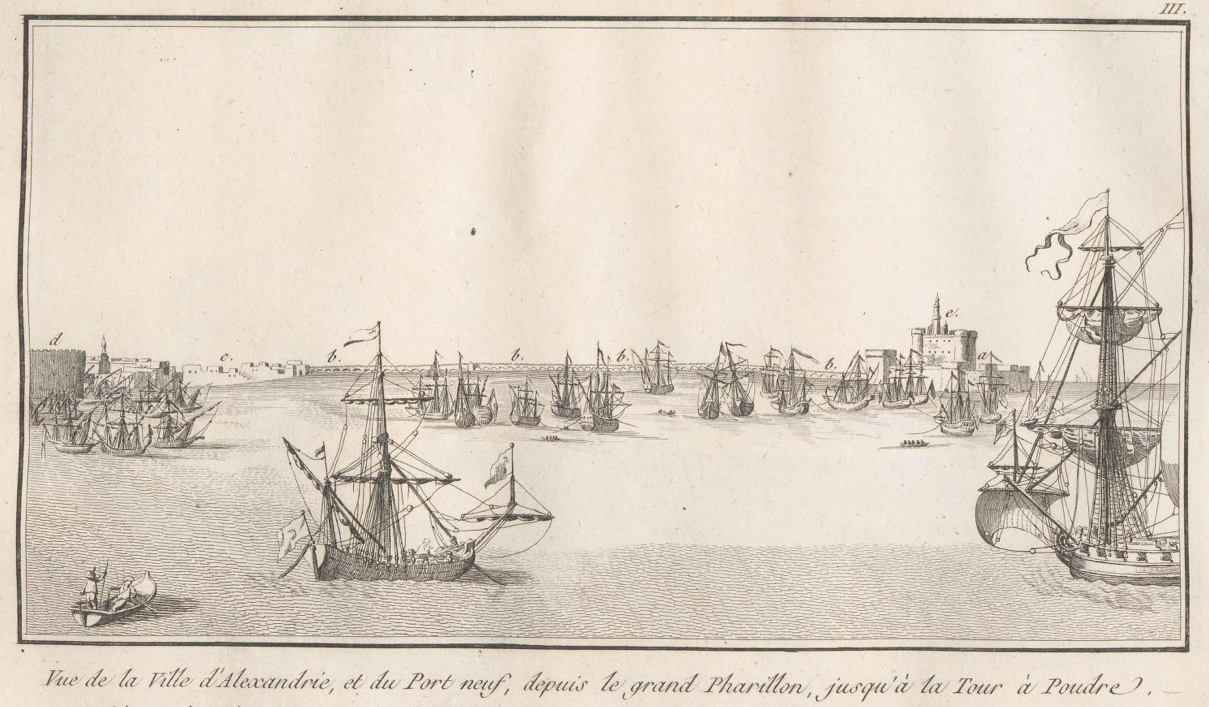
Voyage d'Egypte et de Nubie (1795)   Paris: Pierre Didot l'aine
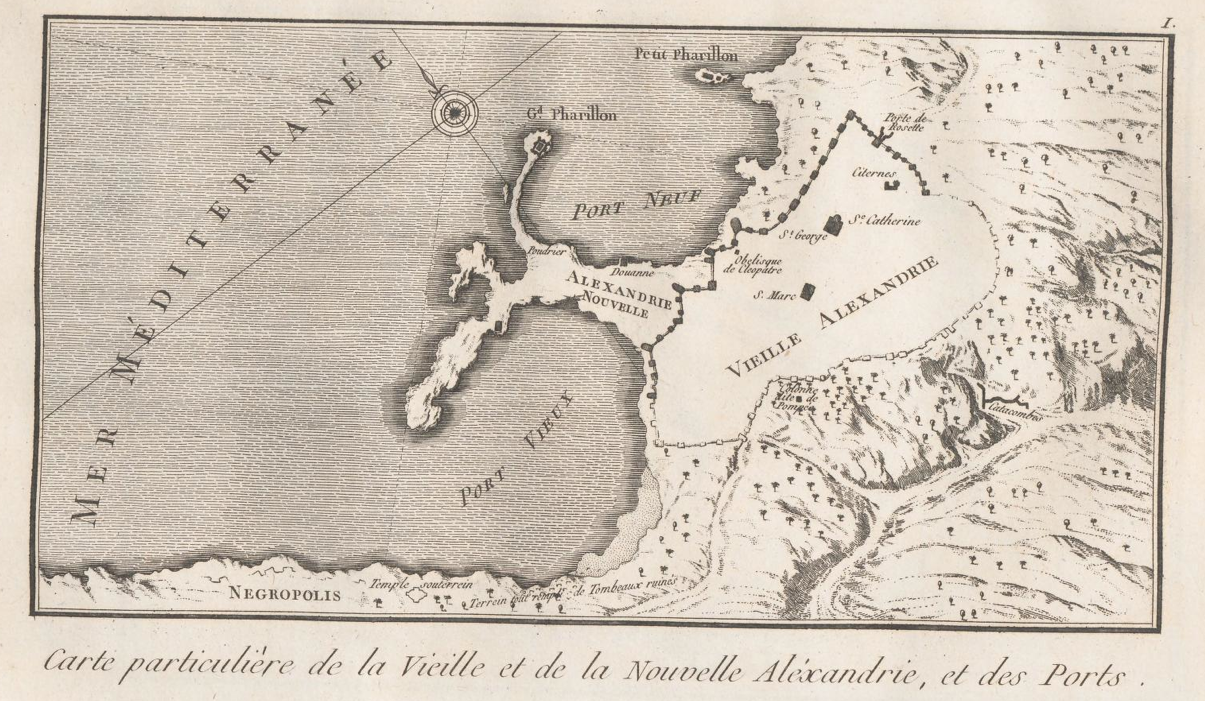
Voyage d'Egypte et de Nubie (1795)   Paris: Pierre Didot l'aine